# Marcel Pagnol
Marcel Pagnol (Aubanha, Boques del Roine, 1895 - Montecarlo, 1974) fou un director de cinema i escriptor occità d'expressió francesa.

## Obra dramàtica
- Les Marchands de gloire. Escrita en col·laboració de Paul Nivoix. 1926
- Jazz. 1926.
- Topaze. Pièce en 4 actes. Estrenada al Théâtre des Variétés de París el 9 d'octubre de 1928.
- Fanny. Pièce en 3 actes et 4 tableaux. Estrenada al Théâtre de Paris de París el 5 de desembre de 1931.
- Marius.
- César. 1937.

## Estrenes en català
- Màrius. Traducció de Josep Maria de Sagarra. Estrenada al Teatre Novetats de Barcelona.
- Fanny. Traducció de Melcior Font. Estrenada al Teatre Poliorama de Barcelona (1935).